# Hell Breaks Loose
Singles de Eminem
Elevator
(2009) Drop the World
(2009)
Singles par Dr. Dre
Old Time's Sake
(2009) Kush
(2010)
Hell Breaks Loose est une chanson du rappeur américain Eminem, tirée de la réédition de l'album Relapse, Relapse: Refill, sorti en 2009. Écrite par Eminem et composée par Dr. Dre, Mark Batson et Dawaun Parker, produite par Dr. Dre et Mark Batson, elle constitue le second single extrait de cette réédition. En effet elle est sortie dans la même journée qu'Elevator.  La chanson est distribuée par Interscope Records, Aftermath Entertainment, le label de Dr. Dre et Shady Records, label fondé par Eminem et Paul Rosenberg. La chanson s'est classée vingt-neuvième aux États-Unis et vingt-et-unième au Canada.

## Liste des pistes
| No | Titre                                                  | Auteur | Producteurs                         | Durée |
| -- | ------------------------------------------------------ | ------ | ----------------------------------- | ----- |
| 1. | Hell Breaks Loose (feat. Dr. Dre) (version explicite)) | Eminem | Dr. Dre, Mark Batson, Dawaun Parker | 4:04  |

## Classement hebdomadaire
| Classement (2010)         | Meilleure position |
| ------------------------- | ------------------ |
| Canada (Canadian Hot 100) | 21                 |
| US Billboard Hot 100      | 29                 |